# Poloka
Poloka – wieś w Botswanie w dystrykcie Central. Według spisu ludności z 2011 roku wieś liczyła 743 mieszkańców.